# NGC 490
NGC 490 je galaksija u zviježđu Ribe.

## Vanjske poveznice
- SEDS: NGC 490